# Varenyky

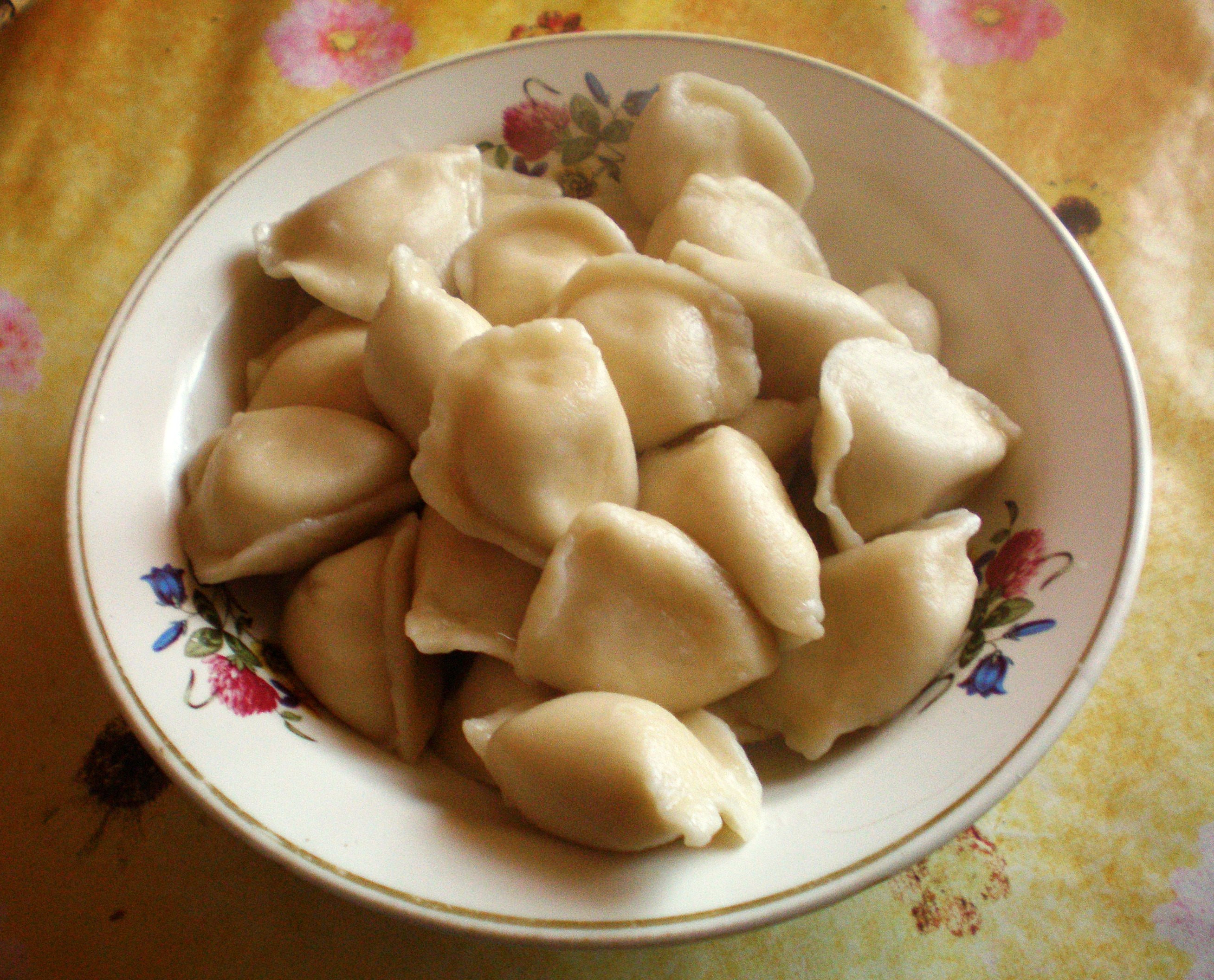
Varenyky s tvarohem

Varenyky (z ukrajinského вареники) nebo častěji psáno vareniky jsou plněné těstovinové taštičky podobné italským ravioli. Jsou ukrajinským národním jídlem, který je vlastně ukrajinskou obdobou slovanských pirohů. Mívají tvar čtverce nebo půlměsíce a jako náplň se do nich používají brambory, maso, zelí, tvaroh nebo také ovoce. Varenyky se podávají polité máslem s kysanou smetanou, sladké varianty s cukrem. Další možností je přidat na ně škvarky, cibuli a smetanu. Taštičky plněné masem se spíše nazývají pelmeně. Velmi podobné jsou také polské a slovenské pirohy.